# الحقوق المجاورة
في قانون حقوق المؤلف، الحقوق ذات الصلة (أو الحقوق المجاورة) هي الحقوق المتعلقة بالعمل الإبداعي والتي لا ترتبط مباشرة بمؤلف العمل نفسه. يُستخدم هذا المصطلح معارضةً لمصطلح "حقوق المؤلفين". والجدير بالذكر أن "الحقوق المجاورة" هي ترجمة حرفية أكثر للمصطلح الفرنسي الأصلي "droits voisins". تُعتبر كل من "حقوق المؤلفين" و"الحقوق ذات الصلة" حقوق مؤلف بالمعنى الوارد في القانون الإنجليزي أو الأمريكي.
تختلف الحقوق المجاورة بشكلٍ كبيرٍ في نطاقها بين الدول مقارنةً بحقوق المؤلفين. وتشمل هذه الحقوق بشكل عام حقوق فناني الأداء، ومنتجي التسجيلات الصوتية، ومنظمات البث الإذاعي، والتي تحظى بحماية دولية بموجب اتفاقية روما لحماية فناني الأداء ومنتجي التسجيلات الصوتية وهيئات الإذاعة التي وُقعت عام 1961.
في الاتحاد الأوروبي، تكون حقوق منتجي الأفلام (على عكس المخرجين) ومنشئي قواعد البيانات محمية بالحقوق المجاورة. في بعض الأحيان، يُوسع استخدام المصطلح ليشمل الحقوق الخاصة في تصميمات أشباه الموصلات وغيرها من حقوق التصاميم الصناعية. يمكن تعريف الحقوق ذات الصلة عمليًا بأنها حقوق شبيهة بحقوق المؤلف ولكن لا تُغطيها اتفاقية برن لحماية المصنفات الأدبية والفنية.

## الحماية الدولية للحقوق المجاورة
إلى جانب اتفاقية روما، هناك عدد من المعاهدات الأخرى التي تعالج مسألة حماية الحقوق المجاورة:
- اتفاقية جنيف للتسجيلات الصوتية[1] (اتفاقية جنيف للتسجيلات الصوتية، 1971).
- اتفاقية بشأن توزيع الإشارات الحاملة للبرامج المرسلة عبر التوابع الصناعية[2] (اتفاقية بروكسل، 1974)
- معاهدة واشنطن بشأن الملكية الفكرية فيما يتعلق بالدوائر المتكاملة[3] (معاهدة الملكية الفكرية المتعلقة بالدوائر المتكاملة IPIC 1989)
- اتفاقية حول الجوانب التجارية لحقوق الملكية الفكرية (اتفاقية تريبس، 1994)
- معاهدة الويبو بشأن الأداء والتسجيل الصوتي (WPPT، 1996)

بخلاف الاتفاقية حول الجوانب التجارية لحقوق الملكية الفكرية (اتفاقية تريبس TRIPS)، لا يمكن وصف هذه المعاهدات بأنها ذات طابع عالمي حقيقي: فقد بلغ عدد الموقعين على اتفاقية روما لحماية فناني الأداء ومنتجي التسجيلات الصوتية وهيئات الإذاعة 83 دولة حتى عام 2006،، مقارنة بـ 162 دولة لاتفاقية برن.

## العلاقة بحقوق المؤلفين
الحقوق المجاورة مستقلة عن أي حقوق للمؤلفين، كما هو واضح في العديد من المعاهدات (المادة 1 من اتفاقية روما؛ المادة 7.1 من اتفاقية جنيف؛ المادة 1.2 من معاهدة الويبو بشأن الأداء والتسجيلات الصوتية WPPT). وبالتالي، فإن تسجيل قرص مضغوط مدمج لأغنية يتمتع بحماية حقوق المؤلف من أربعة أنواع:
- حقوق التأليف الخاصة بملحن الموسيقى.
- حقوق التأليف الخاصة بكاتب كلمات الأغنية.
- حقوق الأداء للمغني والموسيقيين.
- حقوق المنتج، سواء كان شخصًا أو شركة أنتجت التسجيل.

## المؤدّون
تُعتبر حماية المؤدين واحدة من أقوى وأكثر الحقوق المجاورة توحيدًا. يضيف الفنان المؤدي (مثل الموسيقي أو الممثل وما إلى ذلك) مساهمةً فكريةً إلى أدائه تفوق المساهمة التي يقدمها مؤلف العمل. ولهذا السبب، تمنح العديد من الدول حقوقًا معنوية لفناني الأداء بالإضافة إلى الحقوق الاقتصادية التي تُغطيها اتفاقية روما لحماية فناني الأداء ومنتجي التسجيلات الصوتية وهيئات الإذاعة (المواد 7-9)، كما تتطلب معاهدة الأداء والتسجيلات الصوتية (WPPT) منح حقوق الأبوة والنزاهة (المادة 5).
لا ينبغي الخلط بين حقوق فناني الأداء وحقوق الأداء، حيث تمثّل حقوق الأداء عوائد الملكية الفكرية المستحقة للمؤلف على قطعة موسيقية بموجب حقوق المؤلف مقابل منح الترخيص (الإذن) لأداء القطعة الموسيقية علنًا. بمعنى آخر، يجب على المؤدّين دفع حقوق الأداء للمؤلفين/الملحنين. وبموجب المادة 7 من اتفاقية روما، يحقّ لفناني الأداء منع:
- بث أو نقل أدائهم للجمهور، ما لم يكن ذلك من تسجيل منشور بشكل قانوني للأداء؛
- تثبيت (تسجيل) أدائهم؛
- إعادة إنتاج تسجيل أدائهم؛

توسّع معاهدة الأداء والتسجيلات الصوتية WPPT هذه الحقوق لتشمل الحق في:
- ترخيص توزيع تسجيلات أدائهم للبيع أو نقل ملكيتها (المادة 8)؛
- ترخيص تأجير تسجيلات أدائهم، ما لم يكن هناك نظام ترخيص إلزامي ساري المفعول (المادة 9)؛
- ترخيص "إتاحة الأداء للجمهور" (المادة 10)، أي نشره عبر الإنترنت.

حددت المادة 14 من اتفاقية روما مدة حماية حقوق فناني الأداء بعشرين عامًا اعتباراً من نهاية السنة التي أُنجز فيها الأداء. وقد مددت اتفاقية تريبس TRIPS (المادة 14.5) هذه المدة إلى خمسين عامًا. وفي الاتحاد الأوروبي، تستمر حقوق فناني الأداء لمدة خمسين عامًا من نهاية سنة الأداء، ما لم يُنشر تسجيل الأداء، وفي هذه الحالة تستمر لمدة خمسين عامًا من نهاية سنة النشر (المادة 3(100)}.
}
في الولايات المتحدة، لا توجد حقوق قانونية فدرالية في الأعمال غير المثبتة مثل العروض، ولا يوجد حق حصري فدرالي لتسجيل الأداء؛ ومع ذلك، تمتلك بعض الولايات، ولا سيما كاليفورنيا، قوانين تتعلق بحقوق المؤدين، إلا أنها حتى عام 1988 لم تكن قد اختُبرت.

### حقوق فناني الأداء في الولايات المتحدة الأمريكية
لا يعترف قانون حقوق المؤلف الأمريكي صراحةً بحقوق المؤلف التي تُمنح للمؤدي على عمله. وبالتالي، من الناحية القانونية والتشريعية، لا يمكن للمؤدي، سواء كان ممثلًا أو راقصًا أو رياضيًا أو موسيقيًا، المطالبة بحقوق مؤلف منفصلة.
مع ذلك، قضت محكمة الاستئناف للدائرة التاسعة في "قضية غارسيا Garcia ضد جوجل Google" بأن غياب نص قانوني يُعطي حقوق مؤلف مستقلة على الأداء لا يعني أن الأداء غير مؤهلة للحماية. وقد لاحظت المحكمة أنه إذا استوفي معيار الأصالة، كما ورد في حكم المحكمة العليا في قضية فيست Feist، فإن هذه العروض الأصلية (سواء كانت عروضاً موسيقية أو درامية أو غيرها) تكون مؤهلة للحصول على حقوق مؤلف، شريطة ألا تكون غير مصرح بها أو تنتهك حقوق الآخرين. ومن المهم ملاحظة أن المحكمة لم تعتبر أن كون أداء العمل في حد ذاته كان مشمولًا بموجب حقوق المؤلف يتعارض مع الاستنتاج والنتيجة التي تفيد بأن المؤدين يمكن أن يتمتعوا بحماية حقوق المؤلف.
على الرغم من الاعتراف بحقوق المؤلف في الأداء، إلا أن الولايات المتحدة، ولأسباب مختلفة معلنة، ليست طرفًا في اتفاقية روما. وعلى عكس العديد من الاتفاقيات التجارية الأخرى، تسمح اتفاقية روما بالمعاملة بالمثل، وقد أدى عدم تصديق الولايات المتحدة على اتفاقية روما إلى حرمان العديد من المؤدين الأمريكيين من حماية حقوق المؤلف في الولايات القضائية الأخرى. ولا تعترف الولايات المتحدة صراحةً بالحقوق المجاورة على أنها فئة متميزة من فئات حماية حقوق المؤلف. ونتيجة لذلك، يلجؤون إلى مجموعة من التعويضات التي يمكن الحصول عليها بموجب قوانين حقوق المؤلف في ولايات قضائية أخرى من خلال وسائل قانونية أخرى تعتمد على القانون العام.

#### تثبيت حقوق عروض الأداء الحية
يُلتمس الانتصاف من التثبيت غير المصرح به للعروض بموجب الحق العام في الشهرة. في "قضية زاكيني Zacchini ضد شركة سكريبس-هاورد للإذاعة والتلفزيون Scripps-Howard Broadcasting Co"، قضت المحكمة العليا الأمريكية بأن تشريع ولاية أوهايو يمنح الفرد الحق في التحكم في نشر أدائه. وبناءً على ذلك، قضت المحكمة بأن التسجيل غير المصرح به والبث التلفزيوني لأداء "قذيفة المدفع البشرية" لفرد ما دون تصريح يُعتبر انتهاكًا لحق الشهرة. من المهم ملاحظة أن هذا الحكم لم ينطوِ على حق المؤدي الذي لا لبس فيه، حيث وجدت المحكمة أن الأداء غير المصرح به للعمل الكامل للمدعي دون تعويض عادل هو الحالة الوحيدة التي يمكن فيها القول بانتهاك "حق الشهرة" الخاص بالمؤدي. وبالتالي لا يزال من غير الواضح ما إذا كان تثبيت جزء فقط من الأداء قد يُعد انتهاكًا لهذا الحق.
رغم أن مصدر هذا الحق كان قائمًا على قوانين الممارسات التجارية غير العادلة، فقد وجدت المحاكم في الولايات المتحدة بأن مبدأ الاستخدام العادل ينطبق على تثبيت عروض الأداء الحية. وبناءً على ذلك، في قضية شركة إيتاليان بوك Italian Book Company ضد شركة ABC، كان الحكم بأن الأجزاء الصغيرة من عروض الأداء الحية التي صُوّرت لنقل أجواء الحدث كانت محمية باعتبارها استخداماً عادلاً لعروض الأداء الحية.

#### الاستنساخ غير المصرح به لعروض لأداء المثبتة
تجدر الإشارة أولاً، إلى أن مبدأ العمل المصنوع لصالح الغير مقابل التعاقد في الولايات المتحدة الأمريكية يحرم فناني الأداء الذين يعملون بموجب عقد عمل من امتلاك حق في العمل الذي يثبّت أداؤهم فيه. وبالتالي، لا يجوز لفناني الأداء هؤلاء المطالبة بحقوق مؤلف مستقلة لأدائهم عن حقوق المؤلف المتعلقة بالعمل الذي يثبّت أداؤهم فيه. وقد قضى قرار محكمة الاستئناف للدائرة الثانية في قضية بالتيمور أوريولز، المحدودة Baltimore Orioles, Inc، بأن أداء لاعبي البيسبول لا يُعتبر محميًا باعتباره حقاً متميزاً كحق مؤلف مستقل، بل يُصنف ضمن الأعمال المأجورة (التي تُنجز بموجب التوظيف).
مع ذلك، سنّت بعض حكومات الولايات قوانين تُعترف صراحةً بالحق في منع بيع واستنساخ عروض الأداء الثابتة غير المصرح بها. على سبيل المثال، استندت المحكمة إلى القانون المدني لولاية نيويورك في قضية غيسكينغ لحماية حقوق الموسيقي من النسخ غير المصرح به.
وأخيراً، فيما يتعلق بالتسجيلات الصوتية، تنص المادة 114 على أن مالكي حقوق المؤلف في التسجيلات الصوتية لا يتمتعون بحق منع أداء أعمالهم (إلا في حالة المطالبة بتعويض وأجر رمزي مقابل ذلك). وبالتالي، فإن الأداء الذي يتضمنه التسجيل لا يتمتع بالحماية أيضاً. ومع ذلك، لقي هذا الموقف انتقادات شديدة.

#### التقليد غير المصرح به لعروض الأداء الحية
تُعد قضية التقليد غير المصرح به للأشخاص المشهورين، سواء كانوا ممثلين أو الشخصيات التي جسّدوها أو أصوات المغنيين المشهورين، واحدة من القضايا التي تستحق الذكر في هذا السياق. بينما لم يُعثر على أي سبل إنصاف في إطار نظام حقوق المؤلف القانونية، فقد منحت طعون بموجب الحق العام. على سبيل المثال، في قضية ميلدر Milder ضد فورد Ford، قضت المحكمة في الدائرة التاسعة بأن لديها "حق ملكية عام لصوتها الخاص".

#### التسجيل أو البث غير المصرح به لعروض الأداء الموسيقية الحية
من الجدير بالذكر إلى أن "أحكام مكافحة التهريب" الذي أدرج في قانون حق المؤلف في الولايات المتحدة عن طريق التعديل لتحقيق التوافق مع اتفاقية تريبس TRIPS. وعلى الرغم من أن هذه الأحكام لا تعترف بوجود حقوق المؤلف، إلا أنها تحظر تسجيل أو بث عروض الأداء غير المصرح بها للأعمال الموسيقية الحية في التسجيلات الصوتية أو مقاطع الفيديو، أو نقل هذه النسخ.
يوفر النظام القانوني الأمريكي أنواعاً مختلفة من الحماية لحقوق فناني الأداء، إلا أنه يُعتبر نظاماً معقداً يعتمد بشكل كبير على قوانين الولايات، وهو بعيد كل البعد عن التنسيق والتوحيد الذي تتمتع به الأنظمة في قارة أوروبا.

### حقوق فنّاني الأداء في الهند
عُرّف حق المؤدي في الهند على النحو التالي: "حيثما يظهر المؤدي أو يشارك في أي أداء، يكون له حق يُعرف بـ'حق المؤدي' فيما يتعلق بهذا الأداء". يُستخدم مصطلح الأداء للإشارة إلى "أي عرض مرئي أو صوتي يقدمه مؤد واحد أو أكثر على الهواء مباشرة". أما فيما يتعلق بالأداء، فقد استخدم مصطلح "المؤدي" في سياق الأداء ليشمل كلاً من: الممثلين، والمغنيين، والموسيقيين، والراقصين، والبهلوانيين، ولاعبي الخفة، والسحرة، ومروضي الثعابين، ومن يلقي المحاضرات، وأي شخص آخر يقوم بأداء معين.
وفقًا للتعديل الذي أجري عام 2012، فإن الأحكام المتعلقة بانتهاك حقوق المؤدين ذات طابع إلزامي، حيث تُحدد الحقوق الحصرية للمؤدي فيما يتعلق بالأداء. ومع ذلك، بمجرد موافقة المؤدي على دمج أدائه في فيلم سينمائي، يفقد أي حق في الأداء المُدمج. وينص القسم 2(ف) من القانون، الذي يُعرف الأداء في سياق حقوق المؤدين، على أن الأداء يجب أن يكون "حيًا/مباشرًا".

#### الحقوق الحصرية للمؤدين
يتمتع المؤدي بالحقوق الحصرية لتسجيل الأداء صوتياً أو تصويره بصرياً، وتشمل هذه الحقوق إعادة إنتاج الأداء بأي شكلٍ مادي، بما في ذلك تخزينه على أي وسيلة، وإصدار نسخ من الأداء للجمهور، ونقله أو بثه للجمهور، وبيعه أو تأجيره تجارياً، أو عرضه للبيع، أو بث الأداء أو التواصل به مع الجمهور إلا إذا كان قد بُثّ بالفعل.

#### الأفعال التي لا تنتهك حقوق المؤدي
لا تُعتبر حقوق المؤدي منتَهكة إذا كان التعديل أو التغيير لا يشكل انتهاكًا لحقوق المؤلف بموجب القسم 52. بالإضافة إلى ذلك، فإن أي تسجيل، سواء كان صوتيًا أو بصريًا، يُستخدَم فقط للأغراض الشخصية أو لأغراض التعليم أو البحث لا ينتهك حقوق المؤدي. علاوة على ذلك، فإن أي استخدام للأداء، سواء كان ذلك على شكل بث، أو تقرير، أو مراجعة واستعراض بحسن نية، أو تعليم، أو بحث، وما إلى ذلك، والذي يتوافق مع مبدأ التعامل العادل، لا يُعد انتهاكًا لحقوق المؤدي.

#### الحقوق المعنوية للمؤدين
بالإضافة إلى الحق الحصري في استغلال الأداء، يتمتع المؤدي أيضًا بحقوق معنوية. وتشمل هذه الحقوق: "الحق في أن يُعرف بأنه مؤدي أداءه". و"الحق في منع أو المطالبة بالتعويض عن أي تشويه أو تحريف أو تعديل آخر لأدائه من شأنه أن يضر بسمعته".

## منتجو التسجيلات الصوتية
يشير مصطلح تسجيل الصوت وإعادة إنتاجه (فونوغرام) للإشارة إلى أي تسجيل صوتي؛ وبموجب اتفاقية روما لحماية فناني الأداء ومنتجي التسجيلات الصوتية وهيئات الإذاعة، يجب أن يتألف حصرياً من تسجيل صوتي، على الرغم من أن بعض القوانين الوطنية تحمي الموسيقى التصويرية للأفلام بنفس التدابير طالما أنها لا تحظى بحماية أخرى. ويحق لمنتجي التسجيلات الصوتية، أي الشخص الذي يسجّل وليس المؤدي، أن يمنع الاستنساخ المباشر أو غير المباشر للتسجيل (المادة 10 اتفاقية روما، المادة 2 اتفاقية جنيف للتسجيلات الصوتية). وتضيف معاهدة الأداء والتسجيلات الصوتية (WPPT) حقوق ترخيص تشمل:
- توزيع تسجيلاتهم الصوتية أو بيعها أو نقل ملكيتها (المادة 12)؛
- تأجير تسجيلاتهم الصوتية، إلا إذا كان هناك نظام ترخيص إلزامي قائم وساري المفعول (المادة 13)؛
- "إتاحة تسجيلاتهم الصوتية للجمهور" (المادة 14)، أي نشرها عبر الإنترنت.

وبمجرد نشر الفونوغرام/التسجيل الصوتي، لا يمكن للمنتج منع بثه، إذ يمكن الاتفاق على رسوم عادلة للترخيص بين منتجي التسجيلات الصوتية ومنظمات البث أو فرضها بموجب القانون.
تحدد اتفاقيتا روما وجنيف للتسجيلات الصوتية مستوى أقصى من الإجراءات الشكلية المطلوبة لحماية التسجيل الصوتي (المادة 11 روما؛ المادة 5 جنيف): يُسمح للدول بتحديد مستوى أدنى، أو عدم فرض أي إجراءات شكلية على الإطلاق. والشروط القصوى هي أن تكون كل نسخة من التسجيلات الصوتية موسومة بوضوح بـ:
- وضع الرمز (P)، أي حرف P كبير داخل دائرة؛ يليه
- سنة النشر الأولى؛
- اسم المالك أو المرخص له الحصري لحقوق المنتجين؛
- بالنسبة لدول اتفاقية روما فقط، اسم الشخص الذي يملك (الترخيص في) حقوق المؤدين في الدولة التي تم فيها إجراء التسجيل.

لا تشترط الدول الموقعة على معاهدة الأداء والتسجيلات الصوتية WPPT أي إجراءات شكلية لحماية حقوق المنتجين.
تحدد الاتفاقيات (المادة 14 روما، والمادة 4 جنيف) الحد الأدنى لمدة حماية حقوق المنتجين بـ 20 عاماً من نهاية السنة التي نُشر فيها التسجيل الصوتي لأول مرة (أو من إنشائه بالنسبة للتسجيلات غير المنشورة). وقد مددت اتفاقية تريبس TRIPS (المادة 14.5) هذه المدة إلى 50 عاماً من نهاية السنة التي جرى فيها التسجيل. أما في الاتحاد الأوروبي، فإن مدة الحماية هي 50 عاماً من نهاية السنة التي نُشر فيها التسجيل الصوتي لأول مرة، أو من نهاية السنة التي أنشيء فيها بالنسبة للتسجيلات غير المنشورة (المادة 3(2)، التوجيه 93/98/EEC).
أما بالنسبة للتسجيلات الصوتية المسجلة في الولايات المتحدة، فالوضع أكثر تعقيدًا:
- التسجيلات التي أنتجت قبل 15 فبراير/شباط 1972: تخضع لقانون حقوق المؤلف الخاص بالولايات، وليس القانون الفيدرالي، وتنتهي جميع الحقوق في موعد أقصاه 15 فبراير/شباط 2067 [17 U.S.C. §301(c)]؛
- التسجيلات التي أنتجت بين 15 فبراير/شباط 1972 و31 ديسمبر/كانون الأول 1977 ونُشرت: تتمتع بحقوق مؤلف لمدة 95 عاماً من تاريخ النشر [17 U.S.C. §303(a)]؛
- التسجيلات التي أُنتجت ونُشرت اعتبارًا من 1 يناير/كانون الثاني 1978: تستمر حقوق المؤلف لمدة 95 عاماً بعد تاريخ التسجيل إذا سجّل "مقابل أجر"، أو 70 عاماً بعد وفاة المنتج في غير ذلك [17 U.S.C. §302(a), (c)].
- التسجيلات التي تم إنتاجها اعتبارًا من 15 فبراير/شباط 1972 وما بعد وغير منشورة: تستمر حقوق المؤلف لمدة 120 عاماً بعد تاريخ التسجيل إذا سجّل "مقابل أجر"، أو 70 عامًا بعد وفاة المنتج في غير ذلك [17 U.S.C. §302(a), (c)].

## هيئات ومنظمات البث
تنص المادة 13 من اتفاقية روما على أنه يحق لمنظمات البث الإذاعي والتلفزيوني منع (أو ترخيص):
- إعادة بث برامجها؛
- تثبيت (تسجيل) عمليات البث الخاصة بهم؛
- استنساخ تثبيتات البث الخاصة بهم؛
- نقل برامج البث للجمهور في الأماكن التي يتم فيها فرض رسوم دخول.

تحدد المادة 14 من اتفاقية روما مدة حماية دنيا لحقوق المذيعين تبلغ عشرين عاماً من نهاية السنة التي جرى فيها البث لأول مرة، كما أكدت عليها اتفاقية تريبس TRIPS (المادة 14.5). مع ذلك، تقتصر اتفاقية روما على البث الذي يستهدف الجمهور [المادة 3(و)]: وتسد اتفاقية بروكسل هذه الثغرة من خلال توفير حماية للبث عبر الأقمار الصناعية الذي لا يُقصد به استقبال الجمهور المباشر. في الاتحاد الأوروبي، تستمر حقوق المذيعين لمدة خمسين عاماً من نهاية السنة التي جرى فيها البث لأول مرة (المادة 3(4)، التوجيه 93/98/EEC).

## منتجو الأفلام
تنص التوجيهات 2006/115/EC و2001/29/EC على منح حقوق لمنتجي التثبيت الأول/النسخة الأولى ("النسخة الأصلية/الرئيسية") للفيلم أو العمل السمعي البصري بموجب قانون الاتحاد الأوروبي. وتُعتبر هذه الحقوق، والتي تشبه حقوق منتجي التسجيلات الصوتية، ذات أهمية خاصة في أوروبا، حيث لا يكون المنتج عادةً المالك الأصلي لحقوق المؤلف الخاصة بالفيلم نفسه. يتمتع منتجو الأفلام بالحق في منع:
- الاستنساخ المباشر أو غير المباشر للفيلم (سواء كان النسخة الأصلية أو نسخ منها) (المادة 2، توجيه 2001/29/EC)؛
- توزيع الفيلم (أو نسخ منه) على الجمهور للبيع (المادة 9، توجيه 92/100/EEC)؛
- "إتاحة الفيلم للجمهور" (المادة 3، توجيه 2001/29/EC).

وتستمر هذه الحقوق لمدة خمسين عاماً من نهاية السنة التي نُشر فيها الفيلم لأول مرة أو إتاحته للجمهور، أو لمدة خمسين عاماً من نهاية السنة التي أنتجت فيها النسخة الأصلية إذا لم يصدر الفيلم (المادة 3(3)، توجيه 93/98/EEC).

## منشئو قواعد البيانات
ينشئ التوجيه 96/9/EC حماية من نوع خاص في الاتحاد الأوروبي لقواعد البيانات التي لا تستوفي معايير الأصالة المطلوبة لحماية حقوق المؤلف. ويُعد هذا الأمر مهماً بشكل خاص لقواعد البيانات التي تهدف إلى أن تكون كاملة، لأنها تفتقر إلى عنصر الاختيار الذي قد يؤهلها للحماية بوصفها "تجميعات" بموجب المادة 2.5 من اتفاقية برن (على الرغم من أن ترتيبها يمكن اعتباره إبداعياً). وتهدف هذه الحماية على وجه الخصوص إلى حماية "الاستثمار الكبير في الموارد البشرية والفنية والمالية" لإنشاء قواعد البيانات (الفقرة 7 من الديباجة)، في حين أن قوانين حقوق المؤلف في العديد من الدول الأعضاء تستثني تحديداً الجهد والعمل من معايير حماية حقوق المؤلف. ولكي تكون قاعدة البيانات مؤهلة، يجب أن تُظهر قاعدة البيانات "استثماراً جوهرياً نوعياً و/أو كمياً في الحصول على المحتوى أو التحقق منه أو عرضه" [المادة 7(1)]. ويحق لمنشئيها "منع استخراج و/أو إعادة استخدام محتوى قاعدة البيانات كله أو جزء كبير وجوهري منه، كما يُقيّم نوعيًا و/أو كميًا". يتضمن ذلك الاستخراج المتكرر لأجزاء غير جوهرية من المحتوى إذا كان ذلك يتعارض مع الاستخدام الطبيعي والعادي لقاعدة البيانات أو يضر بشكل غير معقول بالمصالح المشروعة لمنشئ قاعدة البيانات [المادة 7(5)].
تستمر حقوق قاعدة البيانات لمدة خمسة عشر عاماً من اكتمال قاعدة البيانات (النقطة التي يُستوفى فيها معيار الاستثمار الجوهري) أو من تاريخ إتاحتها للجمهور، أيهما أبعد. وتمتد فترة الحماية حتى 31 ديسمبر/كانون الأول من العام الذي تنتهي فيه. في حالة وجود "تغيير جوهري" في قاعدة البيانات يُعتبر "استثماراً جديداً جوهرياً"، تُمنح فترة حماية جديدة (المادة 10).

## المصورون
كل تقنية جديدة للعمل الإبداعي أثارت نقاشًا حول نوع الحماية التي يجب أن تُمنح لهذه الأعمال، كما كان الحال مؤخرًا بالنسبة لحقوق المؤلف المتعلقة بالبرمجيات وحقوق المؤلف لقواعد البيانات. وجرت مناقشات مماثلة حول حماية حقوق المؤلف للصور الفوتوغرافية. تسمح اتفاقية برن بفترة حماية أقصر للصور الفوتوغرافية مقارنة بالأعمال والمصنفات الأخرى (25 عامًا من الإنشاء بدلًا من 50 عامًا بعد وفاة المؤلف، المادة 7.4)، وتطبق العديد من الدول فترة حماية مختلفة على الصور الفوتوغرافية مقارنة بالأعمال والمصنفات الأخرى. تبنت ألمانيا وإيطاليا على وجه الخصوص نهجاً بديلاً، حيث وفرت حماية حقوق كاملة للصور الفوتوغرافية التي تعتبر بوضوح "أعمالاً فنية"، كما تحمي جميع الصور الفوتوغرافية بغض النظر عن قيمتها الإبداعية، من خلال حقٍ خاص من حيث نوعه لكن لفترة أقصر. وهذا يركز النقاش على تلك الصور الفوتوغرافية التي لا تزال ذات قيمة بعد انتهاء فترة الحماية ذات الطابع الخاص (لن يكلف أحد نفسه عناء محاولة حماية الصور الفوتوغرافية التي لا قيمة لها)، وهي الصور الفوتوغرافية الأصلية على الأرجح. ومع ذلك، يعني ذلك أيضاً أن الصور الفوتوغرافية تخضع لمعيار اختبار أعلى للأصالة مقارنة بالأعمال الفنية الأخرى، حيث تُخصص حقوق المؤلف فقط لتلك التي تعتبرها المحاكم جديرة بالتقدير بشكل خاص، بما يتعارض مع روح (إن لم يكن نصاً) اتفاقية برن. تُوجد الحماية الخاصة الفريدة من نوعها في المادة §72، UrhG في ألمانيا (50 عامًا)، وفي المواد 87–92، قانون 22 إبريل/نيسان 1941 رقم 633 في إيطاليا (20 عامًا). ألغيت المعاملة المختلفة للصور الفوتوغرافية والأعمال الفنية الأخرى من خلال المادة 6 من التوجيه 93/98/EEC الصادر عن الاتحاد الأوروبي، الذي ينص على أن المعيار الوحيد لحماية حقوق المؤلف هو أن تكون الصورة "أصلية بمعنى أنها تعبير وإبداع فكري خاص بالمؤلف"، وهو معيار أقل مما كان يُستخدم حتى ذلك الحين، ولكنه يعادل المعيار المستخدم للأعمال الأخرى المشمولة بحقوق المؤلف. ويمكن الاحتفاظ بالحماية الخاصة والفريدة للصور التي لا تستوفي هذا المعيار (مثل الصور الفوتوغرافية التي تُلتقط تلقائياً مثل صور جواز السفر).

## المصممون
تندرج حقوق التصميم بين قانون حقوق المؤلف وقانون براءات الاختراع؛ إذ تُعتبر أحياناً ملكية صناعية وأحياناً حقاً مرتبطاً بحقوق المؤلف. تشترط اتفاقية برن حماية "الفن التطبيقي"، ولكنها تسمح بفترة حماية أقصر تبلغ 25 عاماً بعد الإنشاء. وعلى الرغم من أنها تُلزم بحماية تتوافق مع الحد الأدنى للمعايير الخاصة بحقوق المؤلف، إلا أن الاتفاقية لا تشترط أن يُطلق على هذه الحماية اسم "حق المؤلف". استخدمت العديد من الدول هذا الاستثناء لحماية الفن التطبيقي وبعض التصاميم الفنية بتطبيق الحقوق المجاورة. أما في البلدان التي يمكن فيها حماية الفن التطبيقي بموجب فترة حق المؤلف المعتادة (مثل ألمانيا)، فيُطلب مستوى عالٍ للغاية من الأصالة والإبداع.[بحاجة لمصدر]
وبقدر ما تُعتبر التصاميم ملكية صناعية، تندرج حمايتها الدولية في إطار اتفاقية باريس لحماية الملكية الصناعية.

### مصممو أشباه الموصلات
هناك حق تصميم عام من نوع خاص يحمي تصميم أشباه الموصلات، لا سيما الدوائر المتكاملة. وهي محمية دوليًا بموجب معاهدة الملكية الفكرية المتعلقة بالدوائر المتكاملة IPIC لعام 1989، وفي الاتحاد الأوروبي بموجب التوجيه 87/54/EEC. يُحظر استنساخ الطوبوغرافيا المحمية، وكذلك استيراد المواد التي تنتهك حقوقها (المادة 5). يمكن تعريف التصاميم المحمية باستخدام رمز حرف T كبير بصيغ متعددة، بما في ذلك T* (المادة 9). تستمر الحقوق الحصرية للمصمم لمدة عشر سنوات من أول استغلال تجاري، أو لمدة خمسة عشر عاماً من تاريخ الإنشاء للتصاميم التي لم تستغل (المادة 7).